# Искужин, Буребай Махмутович
Буребай Махмутович Искужин (псевдоним — Буранбай Искужин) (15 января 1952, Баишево, Башкирская АССР — 14 апреля 2007, Баймакский район, Башкортостан) — башкирский поэт, прозаик, драматург. Член Союза писателей РБ (1992).

## Биография
Искужин Буребай Махмутович родился 15 января 1952 года в д. Баишево Баймакского района БАССР. Его отец Махмут Искужин, умер в 1957 году от ран, полученных на войне. Мать, Сабили-апа, одна воспитывала пятерых детей.
Окончив школу-интернат, Буребай Махмутович работал формовщиком на машиностроительном заводе, сторожем на складе. По окончании курсов механизаторов, работал трактористом. Работая на пилораме в совхозе, остался без правой руки, стал инвалидом. Научился писать левой рукой.
Уехав в родную деревню, Буребай Махмутович помогал матери по хозяйству. Он один, без руки, отремонтировал отцовский дом, построил веранду.
В 1977 году окончил филологический факультет Башкирского государственного университета (ныне Уфимский университет науки и технологий). Писать стихи, прозу начал в студенческие годы. Печатался в альманахе «Молодые силы». На некоторые его стихи была написана музыка композиторами-песенниками.
По окончании университета работал учителем в школах Хайбуллинского и Баймакского районов БАССР. В 1980—1985 годах работал в газетах «Октябрь байрағы» («Баймакский вестник»).
Первая книга «Тормош боролоштары» («Зигзаги жизни») Б. Искужина была издана в 1989 году. Печатал свои произведения в журналах «Агидель», «Тамаша», «Шонкар».
Писал сатирические стихи, рассказы, пьесы для детей и взрослых. В Сибайском театре драмы имени А. Мубарякова была поставлена его пьеса «Безквартирные» и драма «Гилмияза», в Сибайском детском театре «Сулпан» — мелодрама «Породнились на празднике весны», в Республиканском Молодёжном театре — пьеса «Сарысэс».
Погиб Буранбай Искужин 14 апреля 2007 года — уйдя из дома, замерз в степи.

## Произведения
Стихотворные сборники «Аҡ менән ҡара» (1992; «Белое и чёрное»)
Рассказы для детей «Зилә, Ғәли һәм мин» (1994; «Зиля, Гали и я»)
Пьесы «һарысәс» («Русоволосая»), «Ғилмияза» («Гильмияза»), «Фатирһыҙҙар» («Бесквартирные»), «Породнились на празднике весны».

## Труды
- Йыйылыш: Хикәйә // Йәш көстәр.- Өфө, 1982.
- Ҡыйын хәл. Ныҡ исеме: Хикәйәләр // Йәш көстәр.- Өфө, 1989.
- Тормош боролоштары: Хикәйәләр // Берләм һуҡмаҡтар.- Өфө, 1989.-Б. 160—205.
- Аҡ менән ҡара: Шиғырҙар.- Өфө, 1992.- 127 Б.
- Ләҡәптәр // Шоңҡар.- 1993.- № 1.- Б. 148—150.
- Юморескалар // Йәшлек.- 1994.- 31 март.- Б. 3.
- Һорауҙар- һораныуҙар // Шоңҡар.- 1994.- № 5.- Б. 15.
- Зилә, Ғәли һәм мин: Хикәйәләр.- Өфө, 1994.- 30 Б.
- Зарлы заман: Шиғырҙар // Тамғалар.- Өфө, 2001.- Б. 3-46.
- Шиғырҙар // Ағиҙел.- 2002.- № 1.- Б. 144—150.
- Аҡсарлаҡ: Шиғырҙар, интермедиялар, скетчтар, драмалар.- Өфө.- 2008.- 192 Б.